# 吳世勳
吳世勳（：／ O Sehun，1961年1月4日—），韓國保守派政治人物，律師出身，現任首爾特別市長。曾任韓國國會議員，並曾兩度擔任首爾市長一職。

## 生平
在首爾特別市的城東區出生，之後在大一高等學校畢業，並考上高麗大學校法學系，修讀學士、碩士及博士學位。1984年，在第26回的大韓民國司法試驗合格，並成為大法院（最高法院）下設的司法研修院17期學員。研修結束後的他加入陸軍、擔任法務官勤務，後轉調國軍保安司令部（今國軍機務司令部）情報處任政訓官，1991年1月時以中尉軍階退役。後來吳世勳与他人共同创立了韩国环境运动联合会。
2000年，代表大國家黨參選大韓民國第16屆國會議員當選。
2006年5月31日參選第4回全國都市地方選舉，當選成為首爾市長，2010年連任成功。
2011年，由於反對由在野的共同民主黨控制的首爾市議會推行的「學生免費營養午餐」計劃，吳世勳推行「學生免費營養午餐」公投，但投票率只有不足26%，結果他於8月26日宣佈辭職。
2016年，參與國會選舉首爾鍾路區，敗給尋求連任的丁世均。
2020年，投入國會選舉首爾廣津區對戰高旼廷，最終以些微差距再次敗選。
2021年1月，吴世勋宣布再次参选首尔市长，同年3月成功选为国民力量候选人。2021年4月，吴世勋在首爾市長補選中，以57.5%的得票率擊敗共同民主黨候選人朴映宣，當選為第38屆首尔市长，同時結束自由派在首爾的十年執政。後來他又以首爾市市長的身份當選C40城市指导委员会委員。

## 关联人物
- 李明博
- 金文洙
- 許政
- 尹潽善
- 尹致瑛
- 高建

## 外部連結
- 官方網址
- 吳世勳的Facebook專頁
- 吳世勳的Instagram帳戶